# Ditassa multinervia
Ditassa multinervia är en oleanderväxtart som först beskrevs av Morillo, och fick sitt nu gällande namn av G. Morillo. Ditassa multinervia ingår i släktet Ditassa och familjen oleanderväxter. Inga underarter finns listade i Catalogue of Life.